# Microstoma microstoma
Il microstoma (Microstoma microstoma) è un pesce di mare della famiglia Microstomatidae. Si tratta dell'unica specie del genere Microstoma.

## Distribuzione e habitat
Presente nel mar Mediterraneo occidentale e nelle acque italiane tranne che in mar Adriatico, nell'Oceano Atlantico orientale, nel Golfo del Messico ed in California. Questa distribuzione disgiunta lascia pensare che l'areale sia continuo ed assai più ampio di quanto noto oggi o che vi siano più specie vicarianti. Nei mari italiani non è rara ma viene rinvenuta difficilmente.

Si tratta di una specie pelagica di profondità, si rinviene tra 700 e 1200 metri; sembra prediligere acque che si mantengano costantemente sui 13°.

## Descrizione
Questo pesce salta all'occhio per il suo aspetto molto allungato, cilindrico, con bocca piccolissima ed occhio molto grande in proporzione al corpo. La linea laterale è rettilinea. Tutte le pinne eccetto le pinne pettorali sono nella seconda metà del corpo. Le pinne ventrali sono inserite più avanti rispetto alla pinna dorsale (nell'affine nansenia sono inserite più indietro). La pinna caudale è forcuta; la pinna adiposa manca. L'opercolo non copre completamente le branchie.

Il colore è uniformemente argentea brillante. L'occhio ha iride chiara (Nansenia oblita l'ha scura).

La taglia può raggiungere i 24 cm.

## Alimentazione
Si ciba di plancton.

## Riproduzione
Si riproduce in tutte le stagioni, le uova sono per breve tempo pelagiche per poi depositarsi sul fondale prima della schiusa.

## Biologia
Spiaggia in piccolo numero sulle spiagge dello Stretto di Messina assieme agli altri pesci abissali.

## Pesca
Occasionale; le carni sono sgradevoli e non vengono consumate.